# Husum (Slesvig)
 For alternative betydninger, se Husum. (Se også artikler, som begynder med Husum)
Husum (nordfrisisk: Hüsem) er en by i det nordlige Tyskland og hovedsæde for Kreis Nordfriesland i delstaten Slesvig-Holsten. Byen ligger ved vestkysten i landskabet Nordfrisland i det vestlige Sydslesvig. Den bliver også kaldt for den grå by ved havet og har 23.158 indbyggere

## Geografi
Husum er beliggende i det vestlige Sydslesvig på kanten af slesvigsk gest. Området nord og sydvest for byen er præget af marsklandet. Vest for byen ligger halvøen Nordstrand.
Bydele uden for midtbyen er blandt andre
- Kilsborg (Kielsburg)
- Nystaden (Neustadt)
- Nørre Husum (Nordhusum)
- Porrekog [3] (ty. Porrenkoog, nordfr. Porekuuch)
- Rødemis (Rödemis, nordfr. Rööms) med Nørreslag (Norderschlag)
- Skobøl (Schobüll) med Halebøl (ty. Halebüll, nordfr. Hälbel), Hokkensbøl (ty. Hockensbüll, nordfr. Hukensbel), Høkensbølmark, Kronborg (Kronenburg) og Lund
- Skovdal (Schauendahl)[4]
- Tremølle (Dreimühlen)
- Øster Husum (Osterhusum)

Nørre Husum blev indlemmet i 1929. 1934 fulgte Øster Husum og Rødemis. Skobøl blev indlemmet i 2007.

## Historie
Husum nævnes for første gang i 1252 som Husumbro (Bro mellem husene). Bebyggelsen lå ved handelsruten langs den jyske vestkyst, hvor de store kvægtransporter blev drevet sydpå. Formodentlig var byen allerede siden 1200 hjemsted for et stort kvægmarked.
Sit egentlige opsving fik byen dog først efter stormfloden i 1362 (Den Store Manddrukning), hvor blandt andet Rungholt forsvandt i bølgerne. Med stormfloden opstod en forbindelse til havet, og Husum kunne udvikle sig til en havneby. Fra år 1372 til 1398 voksede byens befolkning hurtigt, og blev til to landsbyer, som kaldtes Øster- og Vesterhusum. Landsbyjorderne indeholder danske marknavne, hvilket viser, at landsbyboerne har talt dansk.
Da byen opstod omkring 1400, fik den tyske gade- og marknavne. Dette taler for, at byens indbyggere fra starten har været tysktalende. I 1432 byggede byens borgere et eget kapel, og byen blev udskilt af Mildsted sogn.
Af betydning var det, at kong Christian I i 1461 gav Amsterdam privilegier på handel ad transitruten mellem Husum og Flensborg. Derved var der skabt et alternativ til den gamle transitrute mellem Hamborg og Lübeck, og resultatet viste sig hurtigt i form af en stor opblomstring for Husum. Transithandelen via Husum blev betydelig: skibe fra Nederlandene, England og Norge søgte til Husum med varer, som via transitruten over Flensborg bragtes til landene ved Østersøen. Husum oplevede et økonomiske opsving, og indbyggertallet voksede. Under Frederik 1. blev der anlagt en stabelplads i byen (nu kaldet Skibsbroen).
Under oprøret i 1473 holdt Husum med grev Gerhard af Oldenborg, men blev for sin utroskab eftertrykkeligt afstraffet af kong Christian I.
I 1494 fik byen et franciskaner- eller gråbrødrekloster, men dets levetid blev kort: i 1527 forlod munkene det, og i 1571 blev bygningen revet ned. Af dets materialer blev opbygget et gæstehus (hospital) og kapel. Sognekirken blev bygget år 1500 som en af de største kirker. Den havde tre præster, nemlig en sognepræst eller hovedpastor, en ærkediakon, og en diakon. Af disse tre var sognepræsten også kirke- og skoleinspektør i staden Husum, og trådte som sådan i en provsts sted. Sognepræsten og den ældste borgmester var kirkeinspektører ved stadens kirke, og begge disse, samt stadssekretæren, var skoleinspektører i staden.
Husum var også den første by i Sønderjylland, hvor reformationen for alvor slog igennem. Det var i byens Mariekirke, at Hermann Tast i 1522 holdt den første lutherske prædiken i hertugdømmet.
I 1522 blev der i Husum slået mønt, men kort efter blev møntprægningen flyttet til Slesvig.
I 1531 blev en latinsk skole opført, som ved milde stiftelser samlet havde en kapital på 14.000 mark lybsk: den havde en rektor, konrektor, subrektor, kantor, samt en skrive- og regnemester.
I 1542 og 1549 led Husum meget under store ildebrande.

### Under hertugen på Gottorp
I 1544 tilfaldt Husum ved hertugdømmernes deling hertug Adolf af Gottorp, og han gjorde byen til et eget birk med 8 rådmænd og en præsident.
I årene 1566-1582 rasede "den spanske syge", der kostede 1.500 personer livet.
I årene 1578-82 byggede hertug Adolf af Gottorp Husum Slot som trefløjet slot med Frederiksborg Slot som forbillede. I 1582 blev Husum af hertug Adolf udskilt fra Søndergøs herredsting, og gjort til et særskilt "weichbild" (birk), samt forsynet med en egen stadsret og politiordning, med Visbys søret. I 1601 blev bygget et rådhus for byen. Den 20. april 1603 gav hertug Johan Adolf byen stadsprivilegier. Stadsretten blev udstedt 22. marts 1608.
1627-29 og igen 1644-45 led byen under tidens krigeriske begivenheder.
Efter den store stormflod i 1634 stagnerede byens økonomiske udvikling, fordi dens opland på Nordstrand gik tabt, og Husum fik konkurrence af havnebyerne ved Ejderen, Tønning (anlagt 1590) og Frederiksstad (anlagt 1621).
Det var i Husum at kartografen Johannes Meyer i 1652 udgav de kendte landsbeskrivelser over hertugdømmerne. Antoinette Bourignon opholdt sig i byen i 1673, og anlagde i sit hus sit eget bogtrykkeri, hvori hun lod sine egne bøger trykke, men det blev hende straks frataget på øvrighedens befaling.
Antallet af hjemmehørende skibe var minimum i 1650 4 på 123 læster, i 1651 3 på 87 læster, i 1663 1 på 26 læster, i 1664 3 på 24 læster, i 1665 2 på 20 læster, i 1666 15 på 453 læster, i 1667 13 på 869 læster, i 1668 8 på 96 læster, i 1671 2 på 59 læster, i 1677 6 på 84 læster, i 1689 3 på 110 læster, i 1691 2 på 210 læster, i 1694 1 på 45 læster, i 1698 1 på 59 læster og i 1699 1 på 91½ læster. Skibene sejlede på Langesund og Kragerø i Norge. En del af nedgangen i flåden skal formodentlig tilskrives tab på grund af franske kapere.
I 1713 led byen under, at den svenske general Stenbock oprettede sit hovedkvarter der.
Byen led meget under store oversvømmelser i årene 1717, 1718 og 1720.

### Under den danske konge
I 1721 blev de gottorpske besiddelser atter inkorporerede under den danske konge.
Om byen skrev Jonge i 1777:
"I forrige Tider lod udenlandske Folk giøre alt deres Malt hos Husumerne, som da fortiente dermed noget anseeligt aarligen. De udredede, mere end 40 store Skibe paa deres egen Bekostning hvert Aar. Deres Handling og Skibsfart indbragte dem store Pengesummer; og den stærke Østershandling, tilhørte dem ganske allene. Men disse Herligheder og Fordele ere dem ved lutter ulykkelige Tilfælde blevne berøvede. Skibsfarten er nu saa liden, at ikkun det Nødvendigste i Handlingen ved Seilads bliver dem tilført Imidlertid ernære dens Indbyggere sig nu fornemmelig ved Brændeviinsbrænden og Ølbrygning, saavelsom og af Handling med Korn, Heste, og Stude. Hvert Aar lade Husumerne fede nogle tusinde Stykker Stude og Qvæg, i Südermarsken og andre nærliggende Marsklande; og i Efterhøsten drive de disse fede Stude til Lybek og Hamborg, for at sælge dem der; ja der kommer ogsaa herfra en anseelig. Mængde skiønne og deilige Heste, som meest opkiøbes i den nordlige og østlige Deel i Hertugdommet, og græsses i denne Egn paa de fortreffelige Græsgange."
Husum udgjorde et toldsted med toldinspektør, toldkasserer, 2 toldkontrollører og 5 toldassistenter. Ved postvæsenet var ansat en postmester og en postholder. Desuden fandtes en telegrafstation.
I 1854 fik byen jernbaneforbindelse til Flensborg og Tønning, også på grund af den voksende kvægtransport til England. Også kulturelt var byen fortsat midtpunkt i det nordfrisiske område. Her boede i 1800-tallet var det Theodor Storm, som med sine noveller satte Husum på litteraturens landkort.
De hjemmehørende handelsskibes antal og læstedrægtighed i Husum og på Nordstrand fremgår af nedenstående tabel:
| År   | Antal | kmcl |
| ---- | ----- | ---- |
| 1832 | 25    | 453½ |
| 1833 | 24    | 441½ |
| 1834 | 25    | 398  |
| 1835 | 22    | 246  |
| 1836 | 22    | 245½ |
| 1837 | 25    | 271½ |
| 1838 | 25    | 304  |
| 1839 | 23    | 285¾ |

Skibsfarten i 1861 var i indenlandsk fart: indgået 30 skibe på 1.521¼ kmcl, udgået 363 skibe på 2.328½ kmcl, og i udenlandsk fart: indgået 68 skibe på 936½ kmcl og udgået 51 skibe på 577 kmcl. En del af skibene var beskæftigede ved farten på øerne og halligerne.
Byen havde i 1864 et jernstøberi med 20-25 arbejdere, et destillation og 2 dampbrænderier, desuden et bogtrykkeri, der udgav "Husumer Wochenblatt".

### Befolkningsudvikling
Ved tællingen i 1855 var der en bataljon stationeret i Husum. I 1856 blev denne flyttet til Egernførde, hvilket er årsagen til faldet i indbyggertallet i 1860.
| År   | Indbyggertal |        |
| ---- | ------------ | ------ |
| 1769 | 3.384        | [ 18 ] |
| 1803 | 3.658        | [ 19 ] |
| 1835 | 3.882        | [ 19 ] |
| 1840 | 3.851        | [ 19 ] |
| 1855 | 5.079        | [ 17 ] |
| 1860 | 4.816        | [ 17 ] |
| 1875 | 6.913        | [ 18 ] |

| År   | Indbyggertal |        |
| ---- | ------------ | ------ |
| 1885 | 7.600        | [ 18 ] |
| 1895 | 8.900        | [ 18 ] |
| 1905 | 10.800       | [ 18 ] |
| 1914 | 10.000       | [ 18 ] |
| 1933 | 13.380       | [ 18 ] |
| 1950 | 24.867       | [ 18 ] |
| 1961 | 23.813       | [ 18 ] |

| År   | Indbyggertal |        |
| ---- | ------------ | ------ |
| 1970 | 24.963       | [ 18 ] |
| 1997 | 21.277       | [ 18 ] |
| 2000 | 22.611       | [ 18 ] |
| 2005 | 22.544       | [ 18 ] |
| 2010 | 22.135       | [ 18 ] |
| 2015 | 22.430       | [ 18 ] |
| 2021 | 23.478       | [ 20 ] |

## Politik
Den nuværende borgmester er Martin Kindl 1. september 2023.
Kommunen ledes af et byråd (Stadtverordnetenkollegium) på 38 medlemmer. Det seneste kommunevalg i Husum fandt sted den 14. maj 2023 hvor CDU blev det største parti. Mandatfordelingen vises nedenfor. Valgdeltagelse i Husum lå på 47,1 %.
| Kommunalvalg i Husum by den 14. maj 2023 | Kommunalvalg i Husum by den 14. maj 2023 | Kommunalvalg i Husum by den 14. maj 2023 | Kommunalvalg i Husum by den 14. maj 2023 | Kommunalvalg i Husum by den 14. maj 2023 | Kommunalvalg i Husum by den 14. maj 2023 |
| Parti                                    | Antal stemmer                            | Procent                                  | +/-                                      | Antal mandater                           |                                          |
| ---------------------------------------- | ---------------------------------------- | ---------------------------------------- | ---------------------------------------- | ---------------------------------------- | ---------------------------------------- |
| CDU                                      | 2.537                                    | 28,5 %                                   | + 0,3 %                                  | 11                                       |                                          |
| SPD                                      | 1.588                                    | 17,8 %                                   | - 7,7 %                                  | 7                                        |                                          |
| De Grønne                                | 1.546                                    | 17,4 %                                   | - 1,6 %                                  | 6                                        |                                          |
| Sydslesvigsk Vælgerforening              | 1.609                                    | 18,1 %                                   | +9,6 %                                   | 7                                        |                                          |
| Borgerlisten Wählergemeinschaft Husum    | 1.167                                    | 13,1 %                                   | - 0,6 %                                  | 5                                        |                                          |
| FDP                                      | 461                                      | 5,2 %                                    | + 0,2 %                                  | 2                                        |                                          |
| I alt                                    | I alt                                    | I alt                                    | I alt                                    | 38                                       |                                          |

## Kultur og seværdigheder
På byens torv findes Mariekirken, som er opført af den danske arkitekt C.F. Hansen, hvis forældre var fra Husum. Kirken blev bygget i samme klassicistiske stil som Københavns domkirke. På torvet foran kirken ses den 1902 opførte skulptur Tine. Skulpturen forestiller en ung fiskerkone i træsko og er støbt i bronze. Tinebrønden er skabt af Husums billedhugger Adolf Brütt.
Husums rådhus er fra 1601. Rådhuset er oprindeligt opført i italiensk renæssancestil med udvendig trappe, men blev ombygget i løbet af tiden. Byens ældste hus er det gotisk opførte herrehus. På herrehusets facade ses en række hoveder, der siges at være et minde om de oprørere, der henrettedes under Christian 1.. I 1514 lod den gottorpske hertug Frederik 1. et møntværksted indrette i huset. Ikke langt fra rådhuset ligger også byens skibsfartsmuseum og Nordsø Museet Husum.
Renæssanceslottet Husum Slot er opført 1577-82 af hertug Adolf af Gottorp. Slottet blev bygget på samme sted, som franciskanerne i 1400-tallet havde opført et kloster. Slotsparken er kendt for forårets krokusblomstring.
Af danske institutioner kan nævnes Husum danske kirke, Husum danske Skole og Husumhus i Nystaden med den lokale danske bibliotek.

### Kirker
- Mariekirken
- Friedenskirche (Fredskirken)
- Christuskirche (Kristkirken)
- Versöhnungskirche (Forsoningskirken)
- Christus König Kirche (Katolsk kirke)
- Husum danske Kirke
- Nyapostolsk Kirke

## Galleri
- Husum Danske Skole
- Ebbe i Husum indrehavn
- Den inderste del af havnen har mange cafeer og restauranter
- Skibsbroen
- Mariekirken
- Nissenhus med Nordsø Museet
- Husumhus i Nystaden
- Husum sluse med Frederik 7s monogram og året 1858